# GainJet Aviation
GainJet Aviation (Gain Jet Aviation SA) (mã ICAO = GNJ) là hãng hàng không của Hy Lạp, trụ sở ở Athens. Căn cứ chính của hãng ở Sân bay quốc tế Athens.

## Lịch sử
GainJet Aviation được thành lập và bắt đầu hoạt động từ năm 1996. Hãng chuyên về dịch vụ chở khách thuê bao từng chuyến tới các nơi trong nước và quốc tế.

## Đội máy bay
(Tháng 6/2008):
- 4 Gulfstream G200
- 1 Gulfstream G450
- 1 Gulfstream G550
- 1 McDonnell Douglas MD-83